# Zuzana Luknárová
Zuzana Luknárová (* 1. Juli 1991 in Piešťany) ist eine ehemalige  slowakische Tennisspielerin.

## Karriere
Luknárová begann mit sechs Jahren das Tennisspielen im Tennisclub TK Kupele Piestany und bevorzugt Sandplätze. Sie spielt überwiegend auf Turnieren der ITF Women’s World Tennis Tour, bei denen sie bislang fünf Titel im Doppel gewonnen hat.
2005 gewann sie die slowakischen Meisterschaften U14 und die Nike Junior Tour Weltmeisterschaften in Nizza.
Mitte 2008 bis Januar 2009 spielte Luknárová bei allen vier Grand Slams in den Juniorinnenwettbewerben.
Ab 2009 spielte sie diverse Turniere des ITF Junior Circuit und trainierte fortan auf Einladung derSlovakian Tennis Association im National Tennis Center in Bratislava. Mitte des Jahres 2013 verlegte sie ihren Trainingsmittelpunkt nach Piding in die Eurolite Germany Academy von Mike Andreasson.
2014 gewann sie im Dezember den 34. Salzburger Wintercup.
2015 wurde sie im Juni in Ismaning Vizemeisterin bei den Bayerischen Meisterschaften und gewann im Juli das Tennis-Turnier des TC Schliersee.
Luknárová spielte für den TC Heidelberg, STC Stiegl Salzburg und TK Kupele Piestany in den jeweils höchsten Ligen der jeweiligen Länder Slowakei, Deutschland, Österreich, Frankreich sowie Tschechien. 2013 stand sie für den Braunschweiger THC in der 2. Tennis-Bundesliga auf dem Platz.
Während ihrer aktiven Profilaufbahn gewann sie fünf ITF Turniere im Doppel, stand bei sechs ITF-Turnieren im Einzel im Finale und war in vier ITF-Turnieren im Einzel Halbfinalistin.

## Turniersiege

### Doppel
| Nr. | Datum             | Turnier  | Kategorie   | Belag             | Partnerin             | Finalgegnerinnen                       | Ergebnis          |
| --- | ----------------- | -------- | ----------- | ----------------- | --------------------- | -------------------------------------- | ----------------- |
| 1.  | 9. April 2011     | Almaty   | ITF $10.000 | Hartplatz (Halle) | Albina Xabibulina     | Lidsija Marosawa Swjatlana Piraschenka | 7:62, 4:6, [10:5] |
| 2.  | 4. Dezember 2011  | Vendryně | ITF $25.000 | Hartplatz (Halle) | Michaela Hončová      | Iveta Gerlová Lucie Kriegsmannová      | 7:5, 6:4          |
| 3.  | 6. September 2014 | Prag     | ITF $10.000 | Sand              | Petra Krejsová        | Lenka Kunčíková Karolína Stuchlá       | 4:6, 6:3, [10:6]  |
| 4.  | 15. Mai 2015      | Bol      | ITF $10.000 | Sand              | Anastassija Komardina | Pia Čuk Tamara Zidanšek                | 6:2, 0:6, [10:7]  |
| 5.  | 5. September 2015 | Prag     | ITF $10.000 | Sand              | Laura Pigossi         | Jana Jablonovská Vendula Žovincová     | 6:3, 6:74, [10:6] |

## Persönliches
Nach ihrer aktiven Karriere ist sie beim Heidelberger Tennisclub 1890 als Vereinstrainerin tätig.